# Alisa Weilerstein
Alisa Weilerstein (* 1982 Rochester, New York, USA) je americká violloncelistka, sestra
houslisty a dirigenta Joshuy Weilersteina.
Na violoncello hraje od svých 5 let. Ve 13 letech debutovala poprvé s Clevelandským orchestrem. Aktivně se věnuje komorní hudbě společně se svými rodiči, houslistou Donaldem Weilersteinem (první houslista Clevelandskéko kvarteta) a pianistkou Vivian Hornik Weilersteinovou, s nimiž tvoří Weilerstein Trio, které nyní sídlí na New England Conservatory v Bostonu.
V roce 23. října 2011 vystupovala v pražském Rudolfinu na galakoncertu společně s Českou filharmonií, dalšími účinkujícími byli Daniel Barenboim, Radu Lupu a Sarah Chang, Českou filharmonii řídil americký dirigent Lawrence Foster.

## Diskografie
(anglicky)
- Alisa Weilerstein & Vivian Hornik Weilerstein: Works for Cello and Piano (recording in the EMI Classics "Debut" Series) (EMI 5 73498 2)
- The Weilerstein Trio, with Donald Weilerstein (violin), Alisa Weilerstein (cello) and Vivian Hornik Weilerstein (piano): Dvorak Trios (recording from Koch International Classics) (Koch B000CC4W14)
- Joseph Hallman: Cello Concerto (St. Petersburg) (live recording of premiere performance): Alisa Weilerstein (cello) and the St. Petersburg (Russia) Chamber Philharmonic, Jeffery Meyer, conductor and Artistic Director (jhallmanmusic 884502022742).